# Salone del libro di Parigi
Il Salone del libro di Parigi è la più importante manifestazione francese nel campo dell'editoria. Si svolge a Parigi una volta all'anno, nel mese di marzo.
È una delle più importanti manifestazioni europee del settore (180.000 visitatori nel 2011), insieme con la Fiera del libro di Francoforte e il Salone internazionale del libro di Torino.
Il salone è aperto ai professionisti del settore e al pubblico e ha tra gli espositori grandi e piccoli editori e rappresentanti dell'industria editoriale.
È organizzato dal Syndicat national de l'édition (SNE), mentre la logistica è affidata alla società Reed Expositions France.
Le altre principali fiere del libro in lingua francese sono la Fiera del libro del Québec, la Fiera del libro di Beirut e la Fiera internazionale del libro e della stampa di Ginevra.

## Sede
Il salone è stato organizzato inizialmente al Grand Palais di Parigi e successivamente al Paris Expo Porte de Versailles.

## Paesi ospiti
- Germania (1989 e 2001)
- India (1990, 2002 e 2007)
- Italia (1991)
- Spagna (1992)
- Stati Uniti (1996)
- Giappone (1997)
- Brasile (1998)
- Québec (1999)
- Portogallo (2000)
- letterature in lingua olandese (2003)
- Cina (2004)
- Russia (2005)
- letterature francofone (2006)
- Israele (2008)
- Messico (2009)
- Danimarca, Finlandia, Islanda, Norvegia, Svezia (2011)

### Edizione 2010
Nel 2010, in occasione della trentesima edizione, il salone ha reso omaggio agli scrittori francesi e stranieri, invitandone 90.

### Edizione 2011
Per la trentunesima edizione, sono stati invitati i cinque paesi nordici Danimarca, Finlandia, Islanda, Norvegia e Svezia e gli scrittori Henning Mankell e Sofi Oksanen.
Buenos Aires, la Capitale mondiale del libro, e una ventina di autori brasiliani hanno animato l'evento, insieme agli autori britannici Ian McEwan e Roger Jon Ellory.
È stato organizzato un forum per gli autori ed editori d'oltremare. Secondo gli organizzatori, i visitatori sono stati circa 180.000, nonostante il salone abbia avuto una durata di tre giorni, contro i cinque degli anni precedenti. Il presidente del salone Antoine Gallimard si è dichiarato "molto soddisfatto" per un salone "al tempo stesso popolare e professionale".

## Ospiti celebri
| - Jorge Amado (1998) - Paul Auster (2010) - Hervé Bazin (1981) - Tahar Ben Jelloun (1999) - Enki Bilal (2007) - Paulo Coelho (1998) - Umberto Eco (1994, 2000, 2002, 2010) | - James Ellroy (1996) - Carlos Fuentes (2009) - Anna Gavalda (2008, 2010) - Allen Ginsberg (1996) - Douglas Kennedy (2010) - Doris Lessing (2010) - Carlos Liscano (2010) | - António Lobo Antunes (2000, 2010) - Herta Müller (2001) - Salman Rushdie (1995) - José Saramago (2000) - Jorge Semprún (1991) - Tarun J. Tejpal (2007) |

## Galleria d'immagini

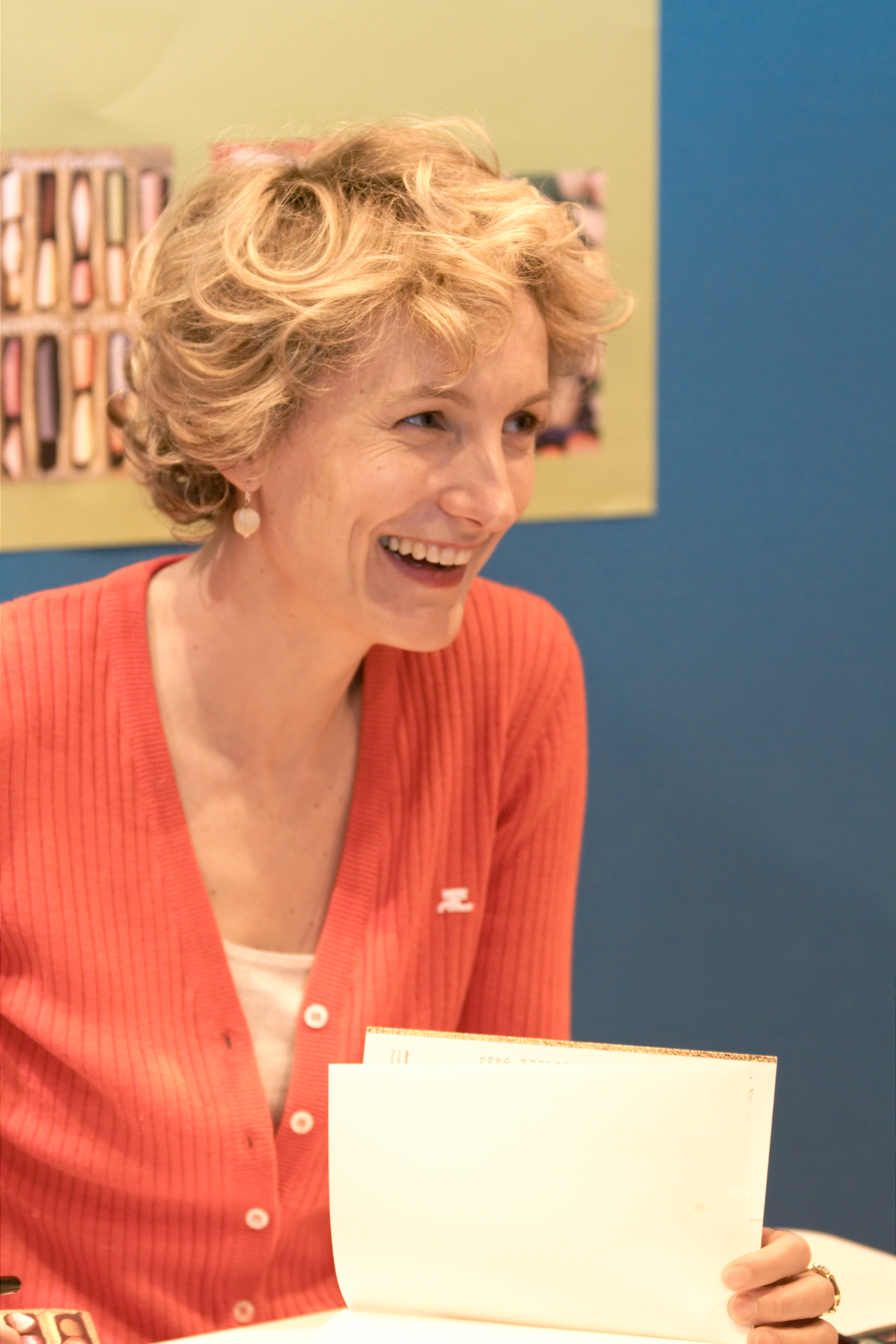
Anna Gavalda (2010)
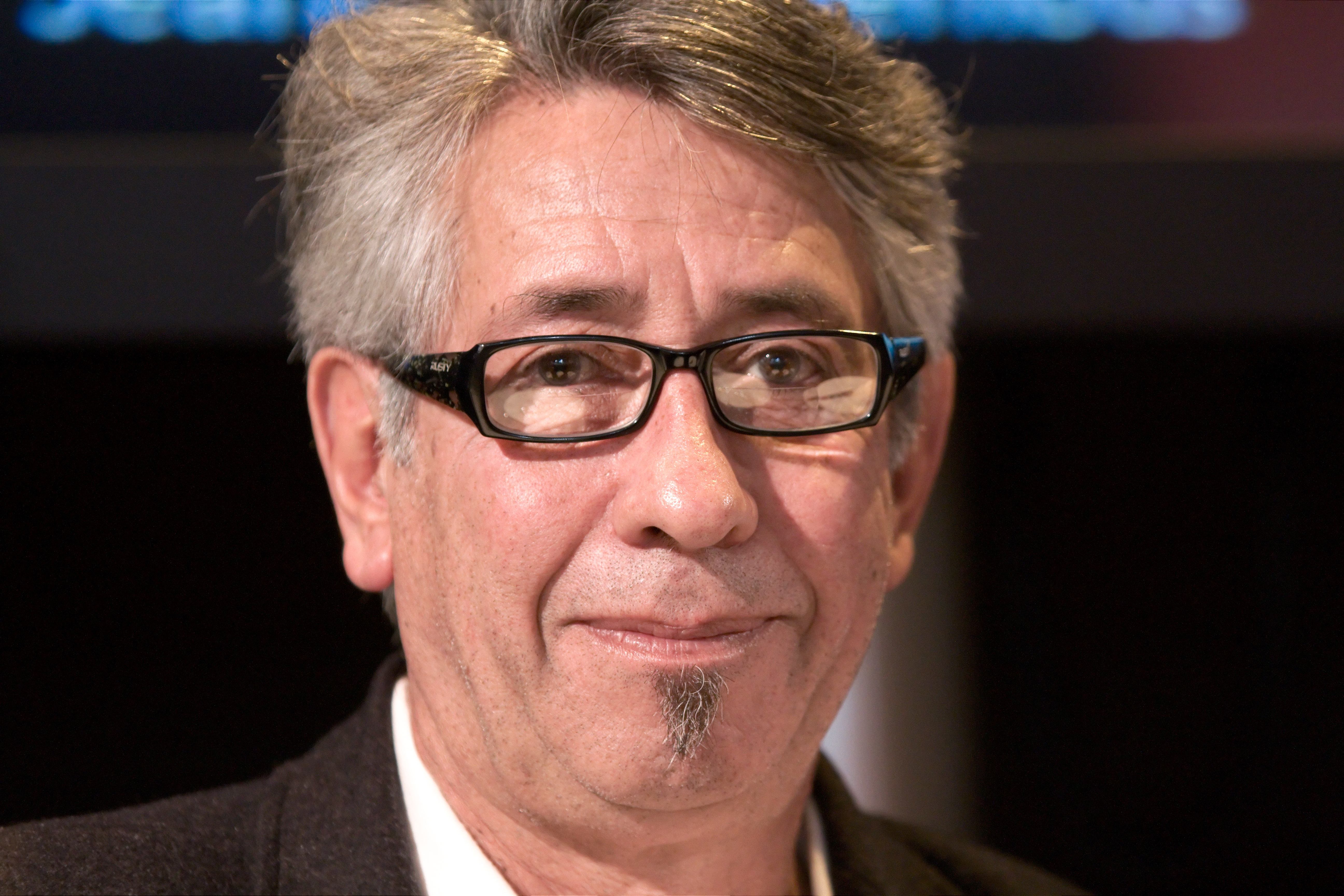
Carlos Liscano (2010)
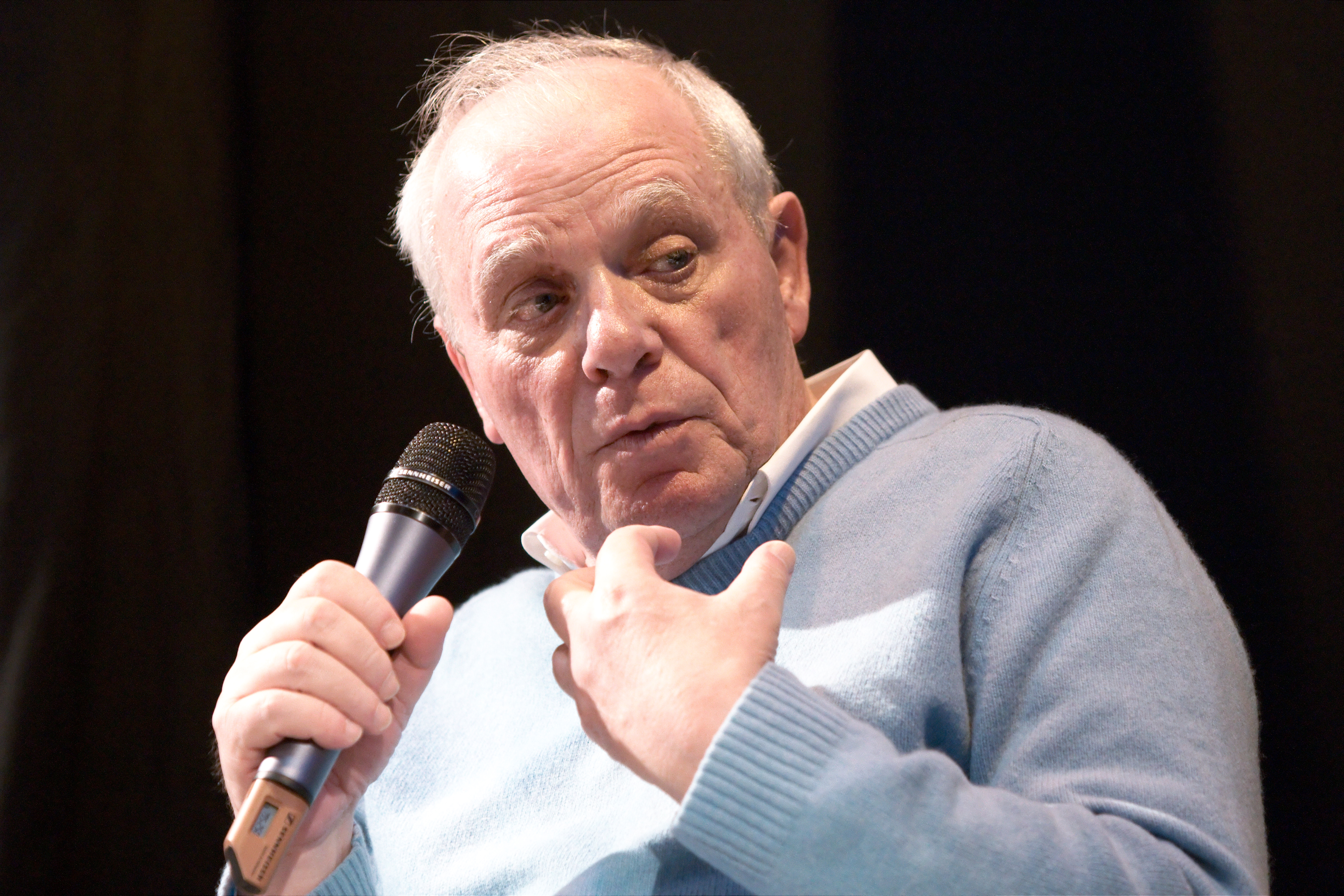
António Lobo Antunes (2010)
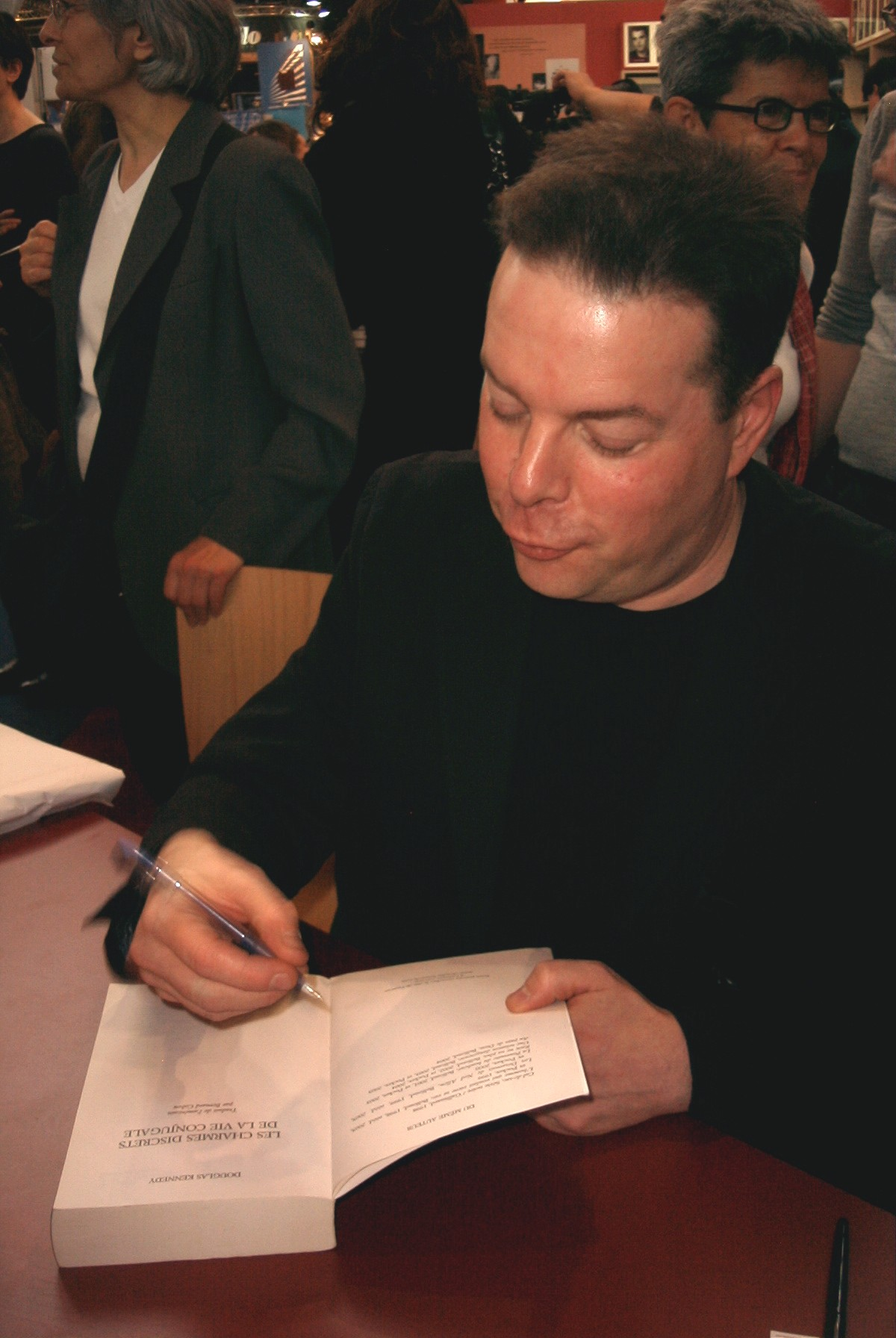
Douglas Kennedy (2007)
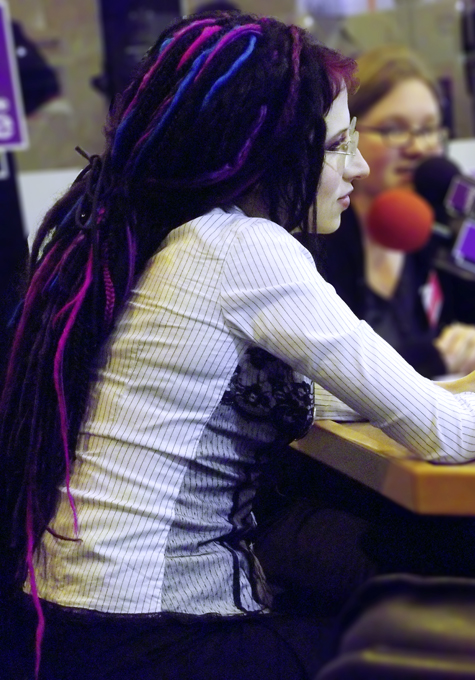
Sofi Oksanen, autrice finlandese (2011)

## Eventi
- 1981: Jack Lang, ministro della cultura, inaugura la mostra al Grand Palais.
- 1982: François Mitterrand presidente francese, inaugura la manifestazione.
- 1983: organizzazione di un'anteprima riservata a librai e bibliotecari.
- 1985: Simone Signoret attrae molti ammiratori con il suo romanzo Volodia.
- 1987: Valery Giscard d'Estaing apre la manifestazione.
- 1988: inizia la tradizione dei paesi ospiti.
- 1989: partecipazione dei politici Jacques Chirac, Lionel Jospin, Michel Rocard. Il salone si trasferisce al parco delle esposizioni di Porte de Versailles.
- 1990: ritorno al Grand Palais.
- 1993: le regioni cominciano ad investire nel soggiorno.
- 1994: Il salone ritorna al parco delle esposizioni di Porte de Versailles.
- 1995: Salman Rushdie arriva al salone, sfidando la fatwā che lo minaccia.
- 1996: gli Stati Uniti sono il paese ospite.
- 2001: la Germania è l'ospite d'onore. I due capi di stato - Jacques Chirac e Gerhard Schröder - inaugurano la mostra.
- 2002: l'Italia è l'ospite d'onore, con proteste contro Berlusconi.
- 2004: la Cina è l'ospite d'onore. Polemiche per il mancato invito del premio Nobel per la letteratura Gao Xingjian,
- 2005: l'ingresso al salone è gratuito per gli studenti.
- 2008: Boicottaggio lanciato da diversi paesi arabi (Libano, Tunisia, Algeria, Marocco, Arabia Saudita, Yemen e Unione degli scrittori palestinesi) contro la scelta di invitare Israele come paese ospite, per protesta contro la politica di Israele nei confronti del popolo palestinese. Le autorità francesi esprimono "rammarico" per questa decisione, condannata anche da molti scrittori di ogni nazionalità. Il Syndicat national de l'édition ricorda che è l'invito riguarda la "letteratura israeliana", non lo stato di Israele come tale. Misure di sicurezza estese causano lunghe code. Un allarme bomba per domenica 16 marzo costringe gli organizzatori all'evacuazione totale del salone.
- 2010: Frédéric Mitterrand, ministro della cultura, inaugura la trentesima edizione in un contesto di crisi: molti editori riducono la loro partecipazione (Hachette, La Martinière), mentre altri rinunciano (Bayard).
- 2011: l'ingresso al salone è gratuito per gli abbonati delle biblioteche della città di Parigi.

## Partecipazione
|           | 1981    | - | 2000    | - | 2006    | 2007        | 2008        | 2009        | 2010        | 2011        |
| Dates     |         |   |         |   |         | 23-27 marzo | 14-19 marzo | 13-18 marzo | 26-31 marzo | 18-21 marzo |
| Visiteurs | 117 000 |   | 241 000 |   | 174 000 | 186 000     | 165 300     | 198 150     | 190 000     | 180 000     |